# South Coast Botanic Garden
El South Coast Botanic Garden (Jardín Botánico de la Costa Sur), es un jardín botánico de 35.2 hectáreas (87 acres) de extensión, que se encuentra en la Península de Palos Verdes, California, Estados Unidos, estando abierto al público en horario laboral. 
El código de identificación del South Coast Botanic Garden como miembro del "Botanic Gardens Conservation Internacional" (BGCI), así como las siglas de su herbario es LASCA.

## Localización
Se ubica a unos 16 km (10 millas) al sur del Aeropuerto Internacional de Los Ángeles. 
South Coast Botanic Garden, 26300 Crenshaw Boulevard, Palos Verdes Peninsula, Los Ángeles county California CA 90274 United States of America-Estados Unidos de América
Planos y vistas satelitales.33°46′59.56″N 118°20′39.48″O / 33.7832111, -118.3443000

## Historia
Los terrenos que ocupan actualmente el jardín botánico fueron el hoyo a cielo abierto de una mina que estuvo en funcionamiento desde 1929 hasta 1956, produciendo sobre un millón de toneladas de diatomito. Con la producción decreciente, los terrenos fueron vendidos en 1957 al condado de Los Ángeles para utilizarlo como vertedero de basuras, que estuvo funcionando hasta 1965. 
Sin embargo, comenzó en 1961, un experimento de recuperación de los terrenos cuando la junta de supervisores del condado aprobó una moción en la que se establecían 87 acres (352.000 m²) como el sitio que ocuparía el futuro jardín botánico de la costa sur, que fue ajardinado en última instancia sobre 3.5 millones de toneladas de basura, en un ejemplo clásico del reciclaje y recuperación de un terreno degradado. 

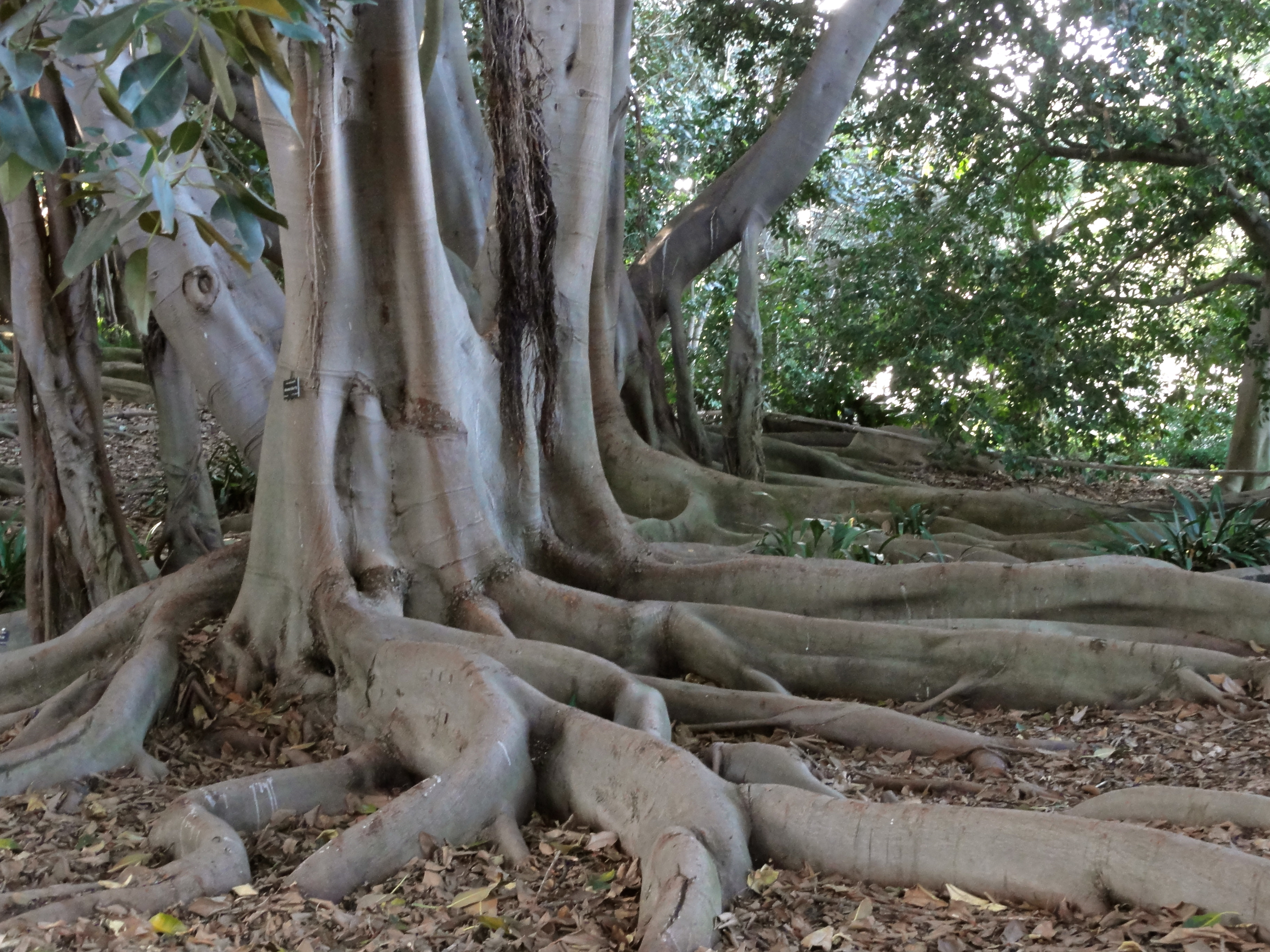
Raíces aéreas de una higuera de Bengala en el South Coast Botanic Garden.

La agencia de los saneamientos en cooperación con otras agencias del condado realizó la planificación inicial, calificando y delimitando el terreno. Las responsabilidades del funcionamiento fueron dadas al departamento de arboretos y de jardines botánicos del condado de Los Ángeles. En abril de 1961, la primera gran plantación tuvo lugar en el terraplén una vez acondicionado que dominaba la carretera de Rolling Hills, con unas 40.000 plantas donadas por gente corriente, viveros y el arboreto del condado. 
Estos terrenos presentan grandes dificultades para el cultivo de plantas. Primero, su suelo se compone casi enteramente de tierra diatomea. En segundo lugar, debido a la naturaleza y diversos grosores del terraplén, los asentamientos del terreno varían erráticamente en el jardín dando por resultado la fractura frecuente del sistema de irrigación. Tercero, el calor causado por la descomposición de la materia orgánica debajo de la superficie del suelo, y consecuentemente acompañado por la producción de gases, sobre todo dióxido de carbono y metano.

## Colecciones
En el jardín botánico que alberga unas 150.000 plantas y árboles dispuestas en jardines y cultivan aproximadamente unas 140 familias, 700 géneros, y 2.000 diversas especies, incluyendo árboles frutales, secuoya de costa, Ginkgo bilobas y Pittosporum.
Es especialmente rico en plantas de Australia y Sudáfrica. Sus jardines incluyen:
- Jardín ahorrador de agua,
- Jardín de hierbas,
- Rosaleda inglesa,
- Jardín de los sentidos.

Un pequeño lago y un arroyo, atraen a una gran variedad de pájaros tales como patos, gansos, fochas, y garzas. Se han registrado por encima de 300 especies de pájaros.